# 整氷車

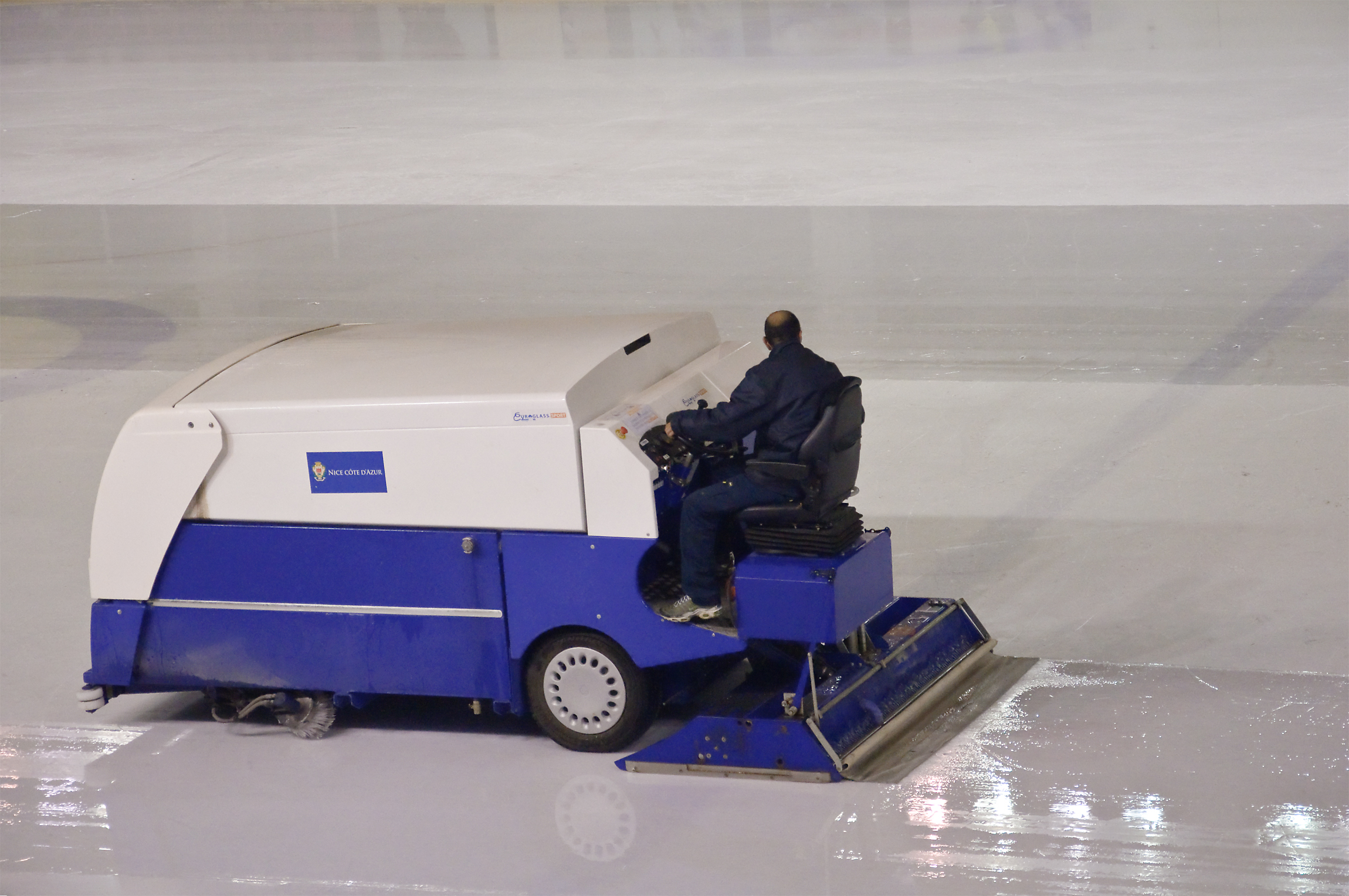
整氷車

整氷車（せいひょうしゃ、英: Ice resurfacer, Ice-finishing machine）は、アイスホッケーやフィギュアスケートなどの競技で使用するリンクに張られた氷の表面を滑らかにするための特殊な車両である。元は1949年にアメリカ合衆国ユタ州で生まれたフランク・ザンボニーが発明したとされる。
整氷車の製造メーカーは複数あるが、なかでもザンボニー社が大きな成功を収めたことから、同社の登録商標である「Zamboni」が慣用的に整氷車全般を表す普通名詞として使われることも多い。
アイスホッケーやフィギュアスケートなど氷上の競技において、スケートの刃によってリンクの氷表面に窪みや溝ができることは止むを得ないことであるが、これを放置すると競技中の事故などにつながりやすい。そこでリンク表面を整備する必要があり整氷車が考案された。
整氷車が登場する前に行われていたリンク整備の手法は、すべて人力によって、まずスクレイパーで表面を掻き、その後ホースで水を撒くといったものであったが、この作業には大変な労力と時間を要した。
ザンボニーの発明した整氷車は、氷表面の整備作業のスピードと質に大きな改善をもたらすとともに、氷上スポーツの人気向上にも貢献したと評価される。

## 整氷車の仕組み
整氷車において最も重要な部分は、「コンディショナー」と呼ばれる車両後部で牽引される大きな装置である。工業用のペーパーカッターに類似した大きく極めて鋭利な刃で氷の表面を削り、刃の前部にあるオーガーと呼ばれるらせん状をした部分で氷の削りかすをコンディショナーの中央部に集約し、そこで垂直に据え付けられた2番目のオーガーが集められた削りかすを拾い上げる仕組みとなっている。
一方、刃の後方部では、コンディショナーの端に取り付けられたノズルから氷に向けて水がスプレー状に噴射される。この水はどちらかの端にあるランナーによってコンディショナーの内部に蓄えられるようになっており、車両後部若しくはコンディショナーに取り付けられたゴム製の板 (squeegee、自動車のワイパーブレード状のもの) で水のついた氷表面を拭ってから、バキュームノズルで吸引され、フィルターを通した後に再利用される。この洗浄過程によって、氷の表面に固着した不純物は取り除かれる。
コンディショナーの最後尾には、スプリンクラーパイプとクロスモップが装着されており、スプリンクラーからの散水によって残った溝を埋め、新たな氷の表面が形成される。通常の場合、散水には、摂氏約60度から63度（華氏140度から145度）の温水が用いられるが、これは荒れた氷の上層面を溶かして滑らかにするためである。
整氷車の残された構造は、コンディショナーの働きを助けるために機能している。エンジン又は電気モーターにより、車両（4輪駆動でタイヤは滑り止めのためカーバイドチップの鋲付きのゴム製）自体の推進力と液圧力を得る。
メインタンクには、新しい氷を作るための清浄な水が入れられる一方、洗浄タンクにはオプションで洗浄を行う場合に使用する水が蓄えられる。さらに「汚水タンク（dump tank）」には、オーガーで集めた氷の削りかすが貯留される。
コンディショナー及び汚水タンクは油圧リフトで上下稼動し、オーガーは油圧モーターで駆動する。
また、整氷車の多くは、その左側面に油圧モーター駆動で回転し、伸縮するアームのついた「ボード・ブラシ」を備えている。このブラシは、リンクの周囲を囲むボード沿いに溜まった氷のかけらが整氷のため散水された水で塊となる前に、そのかけらをコンディショナーの中に掃き集める役割をもつ。このボード・ブラシによって、リンクの縁を削る手間が劇的に減ったとされる。
整氷車には多くのスタイルがあり、またリンクの規模に応じた様々なサイズのものが製造されている。

## NHL における整氷車の普及
プロアイスホッケーリーグNHL において、整氷車が普及し始めたのは発明から間もない1950年代初頭とされている。
1990年代初めには、ゲームにおけるピリオド間の2つのインターバル（各15分）において、観客を楽しませるためリンク上で様々な趣向を凝らすことが奨励されるようになったことから、NHL では、リンク整備にかける時間を短縮させるために各チームに2台の整氷車を使用することを義務付けるルールが作られた。

## 整氷車に関するエピソード
犬のスヌーピーなどが登場する漫画の『ピーナッツ』には、作者のチャールズ・M・シュルツがアイスホッケー愛好家だったせいか、しばしば、そして無意味に（ザンボニー社の）整氷車が登場する。通常、スヌーピーが整氷車を運転するが、小鳥のウッドストックも自らの水浴び場専用の小型整氷車を持っている。更にスヌーピーは1991年に「世界一のザンボニー・ドライバー」としてザンボニー社から表彰されている。このようなことから、整氷車の実物を見たことのない者であっても、「ザンボニー」の名称に親しみを覚える者もいる。
また、2009年に発売されたゲームの「Plants vs. Zombies」では敵ユニットとして「zomboni」という名前の整氷車が登場する。

## アイス・エッジャー
リンクで、周囲のボード沿いに削れた氷が幅広く固着してしまい、整氷車の刃が届かない部分がどうしてもできてしまう。これを解決するための装置として、アイス・エッジャー (ice edger) がある。これは、回転式研磨機のようなもので、1インチ程度の深さまで固着した氷を削り取って整氷車がリンクの縁まで表面を平らにできるようにするための装置である。